# Ingrid Visser (volleybalster)
Ingrid Visser (Gouda, 4 juni 1977 – La Hurona (Spanje), 14 mei 2013) was een Nederlandse volleybalster. Zij kwam 514 keer uit voor het nationale damesteam. Geen enkele andere sporter kwam zo vaak uit voor Nederland.
Visser speelde in vijf wereldkampioenschappen en negen Europese kampioenschappen. In 1995 behaalde ze met het nationale damesteam het Europees kampioenschap. Zij won tevens met haar club VVC Vught de Nederlandse landstitel in 1996, 1997 en 2008 en met CV Tenerife de Spaanse landstitel in 2003, 2004, 2005 en 2006. Met die laatste club won zij onder coach Avital Selinger in 2004 ook de Champions League. In 2007 won zij met Nederland de FIVB World Grand Prix. Haar veldpositie was middenblokker.

## Loopbaan

### Clubloopbaan
Visser begon in 1984 met volleyballen bij VC Nesselande. Tien jaar later speelde zij voor VVC Vught in de hoogste Nederlandse afdeling. Drie jaar daarna ging zij in het buitenland spelen. Zij vertrok eerst naar Brazilië, waar zij ging volleyballen bij Minas Tenis Clube, gevolgd door Vicenza Volley in Italië, CV Las Palmas in Spanje, het Spaanse CV Tenerife en het Nederlandse TVC Amstelveen, om vervolgens via VK Leningradka in Rusland en CAV Murcia 2005 in Spanje, haar sportloopbaan in 2012 te beëindigen bij VK Baki Bakoe in Azerbeidzjan.

### Europees kampioen
In 1995 werd Visser met Nederland Europees kampioen door met het team in de finale met 3-0 van Kroatië te winnen. Met het Nederlandse team deed zij mee aan de Olympische Zomerspelen 1996 in Atlanta, waar een vijfde plaats behaald werd. In het seizoen 2003/2004 won zij de IECL met CV Tenerife. Met het nationale team behaalde zij in 2007 een zilveren medaille bij de Boris Yeltsin Cup in Jekaterinenburg, waar de finale tegen China met 1-3 werd verloren. In hetzelfde jaar werd zij met Oranje in het Chinese Ningbo met Oranje winnaar van de FIVB World Grand Prix door de laatste wedstrijd, een vijfsetter, te winnen van Rusland.

### Recordinternational
Visser debuteerde in 1994 voor het Nederlandse team in een vriendschappelijke wedstrijd tegen Oekraïne. In 2007 brak zij het record van de meeste interlands voor het Nederlandse volleybalteam (m/v) dat met 500 in handen was van Peter Blangé. Met haar 503e interland verbrak zij in september 2011 het Nederlandse record van meest gespeelde interlands in elke sport.
Op 4 februari 2012 kondigde Visser aan niet langer beschikbaar te zijn als international. In totaal kwam ze in 514 wedstrijden uit voor het nationale team.

## Vermissing en dood
Vanaf 13 mei 2013 werden Visser en haar partner Lodewijk Severein (57), een zakenman en oud-manager van het Nederlandse vrouwenvolleybalteam, vermist in de Spaanse stad Murcia. Visser had hier in de jaren 2009–2011 twee seizoenen gespeeld voor de plaatselijke club CAV Murcia.
De Spaanse politie deed op 24 mei in verband met de verdwijning een inval in een vakantiehuis in de buurt van Murcia. Daar werden sporen van een geweldsmisdrijf gevonden. De huurder, een 36-jarige Spanjaard, werd gearresteerd. Tevens werden in verband met het onderzoek twee Roemenen opgepakt, Valentin Ion (47) en Constantin Stan (60). De Spanjaard, Juan Cuenca Lorente, was de voormalig manager en technisch directeur van CAV Murcia, de club waar Visser tussen 2009 en 2011 speelde. Severein zou met hem geld hebben gestoken in een aantal zakelijke projecten, waar ruzie over ontstond. Op 26 mei werden in een boomgaard in Alquerías, ongeveer twaalf kilometer van Murcia, twee zwaar verminkte lichamen gevonden waarvan de politie een sterk vermoeden had dat het om Visser en Severein ging. Ze lagen begraven op een halve meter diepte. Vier dagen later bevestigde de Spaanse politie na DNA-onderzoek dat de gevonden stoffelijke overschotten van Visser en Severein waren. Later in de rechtszaak werd door Ion aangegeven dat het tweetal reeds op 14 mei was vermoord. In oktober 2016 werd tegen de twee hoofdverdachten 34 jaar cel geëist. Een maand later, in november 2016, werden de hoofdverdachten Juan Cuenca en Valentin Ion veroordeeld tot 34 jaar cel. Constantin Stan werd vrijgesproken van moord, maar kreeg zes maanden cel voor het in stukken snijden van de lichamen. In hoger beroep legde het provinciale hooggerechtshof in Murcia in maart 2017 Juan Cuenca en Valentin Ion ieder veertig jaar gevangenisstraf op.
Ter nagedachtenis aan Visser en Severein speelden de nationale volleybalteams en het Beach Team Holland in de maand juni van 2013 met een rouwband. Vooraf aan elke interland op eigen bodem was er één minuut stilte.
In 2023 publiceerde Willem Held de biografie Ingrid Visser: haar sportleven en haar tragische dood.

## Clubs
| Club                      | Land         | Van       | Tot       |
| ------------------------- | ------------ | --------- | --------- |
| VC Nesselande Zevenhuizen | Nederland    | 1984–1985 | 1993–1994 |
| VVC Vught                 | Nederland    | 1994–1995 | 1996–1997 |
| Minas Tenis Clube         | Brazilië     | 1997–1998 | 1998–1999 |
| Vicenza Volley            | Italië       | 2000–2001 | 2000–2001 |
| CV Las Palmas             | Spanje       | 2001–2002 | 2002–2003 |
| CV Tenerife               | Spanje       | 2003–2004 | 2006–2007 |
| TVC Amstelveen            | Nederland    | 2007–2008 | 2007–2008 |
| VK Leningradka            | Rusland      | 2008–2009 | 2008–2009 |
| CAV Murcia 2005           | Spanje       | 2009–2010 | 2010–2011 |
| VK Baki Bakoe             | Azerbeidzjan | 2011–2012 | 2011–2012 |

## Prijzen
Europacup volleybal
- Winnaar: 1995
- Finalist: 2009

FIVB World Grand Prix
- Goud: 2007

CEV Champions League Women
- Winnaar: 2004

CEV Challenge Cup Women
- Winnaar: 2001

Nederlandse A-League volleybal
- Winnaar: 1996, 1997, 2008

Nederlandse volleybal cup
- Winnaar: 1996, 1997, 2008

Spaans volleybalkampioenschap
- Winnaar: 2003, 2004, 2005, 2006

Spaanse cup
- Winnaar: 2004, 2005, 2006

Cintha Boersma · Erna Brinkman · Riëtte Fledderus · Jerine Fleurke · Marjolein de Jong · Saskia Kooijmans-van Hintum · Marrit Leenstra · Elles Leferink · Irena Machovcak · Claudia van Thiel · Ingrid Visser · Henriëtte Weersing
Erna Brinkman · Marjolein de Jong · Jolanda Elshof · Riëtte Fledderus · Jerine Fleurke · Petra Groenland · Marrit Leenstra · Elles Leferink · Irena Machovcak · Ingrid Visser · Henriëtte Weersing · Bert Goedkoop (coach)